# Blechnum geniculatum
Blechnum geniculatum är en kambräkenväxtart som beskrevs av T. C.Chambers och P. A. Farrant. Blechnum geniculatum ingår i släktet Blechnum och familjen Blechnaceae. Inga underarter finns listade.